# 三斑蝇犬
三斑蝇犬（学名：Pallenes tripunctatus）为跳蛛科蝇犬属的动物。在中国大陆，分布于河北等地。该物种的模式产地在欧洲。